# Upavon
Upavon är en ort och civil parish i Storbritannien.   Den ligger i grevskapet Wiltshire och riksdelen England, i den södra delen av landet, 120 km väster om huvudstaden London. Upavon ligger 92 meter över havet och antalet invånare är 1 190.
Terrängen runt Upavon är huvudsakligen platt. Upavon ligger nere i en dal. Runt Upavon är det ganska tätbefolkat, med 116 invånare per kvadratkilometer. Närmaste större samhälle är Bulford, 12,2 km söder om Upavon. Trakten runt Upavon består till största delen av jordbruksmark.